# Carl von Wittgenstein
Carl von Wittgenstein (* 30. Mai 1832 in Köln; † 13. Dezember 1913 ebenda) war ein deutscher Verwaltungsbeamter und Landrat.

## Leben
Der Katholik Carl von Wittgenstein war ein Sohn des Kölner Regierungspräsidenten Heinrich von Wittgenstein und dessen Ehefrau Therese, geb. Schaaffhausen (1809–1885). Nach dem Besuch eines katholischen Gymnasiums in Köln und der abgelegten Reifeprüfung im August 1852 absolvierte er bis 1856 in Bonn, Greifswald und Berlin ein Studium der Rechtswissenschaften. Am 23. Juli 1856 wurde er beim Stadtgericht Berlin zum Auskultator vereidigt und am 17. September 1861 wurde er Regierungsreferendar bei der Regierung Köln. Ab März 1864 war er beim Landratsamt Siegburg und ab Juli 1864 bei der Regierung Danzig tätig. Am 8. Mai 1868 wurde er mit Bestallung und Allerhöchster Kabinettsorder (AKO) zum Landrat des Landkreises Köln ernannt. 1884 wurde er dort auf eigenen Antrag mit Dimissoriale vom 29. April 1884 zum 13. Mai 1884 aus dem Dienst verabschiedet.

## Familie

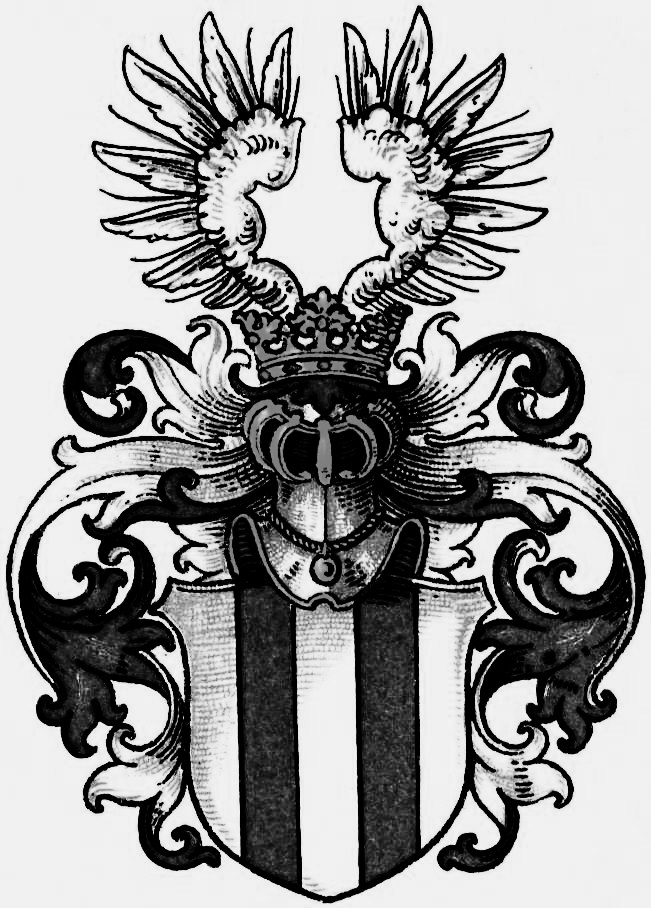
Wappen der kölschen von Wittgenstein

Die Familie entstammte einem alten Kölner Patriziergeschlecht, die am 10. September 1745 in den kurbayerischen Freiherrnstand erhoben wurden. Sein Großvater war der Kölner Bürgermeister Johann Jakob von Wittgenstein. Carl von Wittgenstein heiratete am 26. Oktober 1868 in Köln Anna Sibilla Wilhelmina von Recklinghausen (* 12. Juni 1847 in Bonn; † 7. Juli 1895 in Köln), Tochter des Advokaten Gustav von Recklinghausen und dessen Ehefrau Anna, geb. von Braubach.